# Corail
A Corail a Francia Államvasút, az SNCF egyik vasúti személykocsi típusa, amely 1975-ben állt először forgalomba. A Corail kocsik bevezetésekor javult az utasok kényelme, mivel ezek a kocsik jobb  légkondicionálóval, felfüggesztéssel és hangszigeteléssel rendelkeztek, mint a korábbi InterCity kocsik. A Corail név szóösszerántással született a confort (komfort) és a rail (sín) szavakból.

## Története
A Corail kocsik beszerzése hatalmas beruházást jelentett az SNCF számára, a közel 4000 megrendelt kocsival, és jelentős ugrást jelentett a francia vasúti utasok szolgáltatásainak minőségében.
A kocsikat Roger Tallon francia ipari tervező tervezte, és a Société Franco-Belge építette az észak-franciaországi Raismes-ban, valamint az Alstom La Rochellei gyára Aytré-ban.
Bevezetésekor a Corail kocsik kétféle szürke színnel festették, az ajtókat pedig élénk narancssárgával. A Corail-kocsikat Franciaország-szerte használták a nem TGV-vel kiszolgált vonalakon mozdonyokkal vontatva.
Használatuk a TGV kifejlesztésével és bevezetésével csökkent. Amikor a TGV hálózat kibővült, a Corail kocsikat a regionális szolgáltatásokra helyezték át.
Az SNCF 1996-ban megkezdte a flotta korszerűsítését. A Corail Plus program részeként új színt és felújított belső teret vezettek be. A narancssárga ajtók zöldek lettek a másod-, és pirosak az első osztály számára. A Corail kocsik ezen felújításait hamarosan elégtelennek ítélték meg, és 2003-ban három nagyobb mértékben felújított kocsit mutattak be Párizsban egy új márka, Téoz néven, sokszínű külső színvilággal és erősen modernizált belső terekkel; a felújított és korszerűsített Téoz-járatokat olyan törzsvonalakon vetették be, ahol nem működnek TGV-szolgáltatások.
Az büfékocsik már nem közlekednek, de a Téoz egyes járatain mobil étkezési szolgáltatást kínálnak. Az éjszakai szolgálatoknál az automaták az úgynevezett "voiture service" -ben helyezkednek el.
Az éjszakai Lunéa vonatok számos belföldi járaton közlekednek, első és másod osztályú fekvőhelyes kocsikat kínálva. Az utasok négy vagy hat ágyas kabinokban utazhatnak, párnát, ágyneműt és takarót is kapva. A legtöbb Lunéa szolgáltatás emellett hátradönthető ülésekkel rendelkező személykocsikat is továbbít.
2004 és 2008 között az Alstom néhány 2. osztályú, csomagtérrel rendelkező kocsit új B5uxh sorozatú vezérlőkocsikká alakított át. A legtöbb jármű 2008-ban még üzemben volt.
A felesleges kocsikat eladták a regionális , hogy a TER regionális járataihoz használják fel. Egyes régiók 200 km/h sebességre tervezett Corail kocsikat használnak (a többit 160 km/h sebességre korlátozták) a TER 200 néven ismert gyors regionális járatok működtetésére.

## Képek

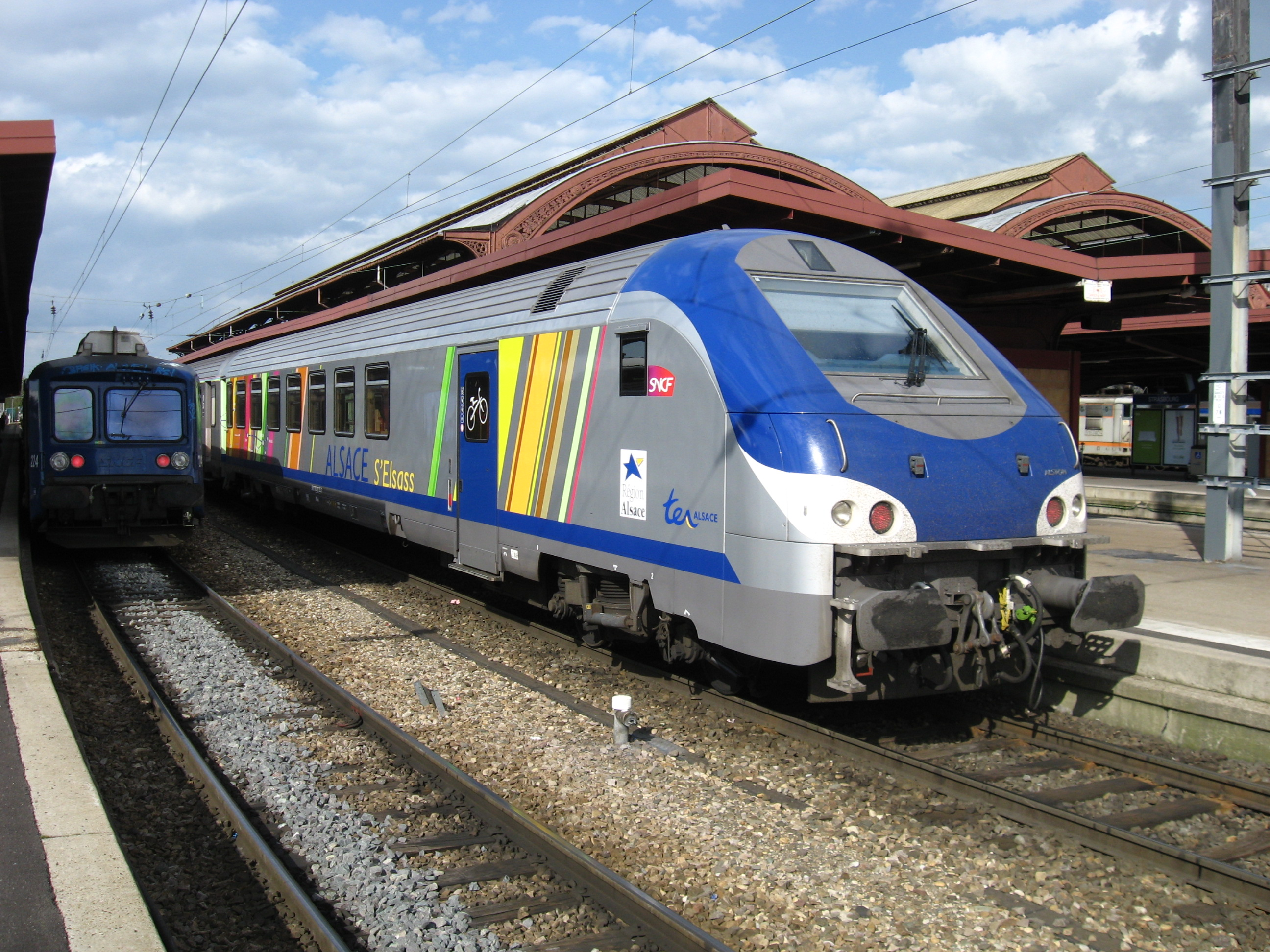
Corail vezérlőkocsi
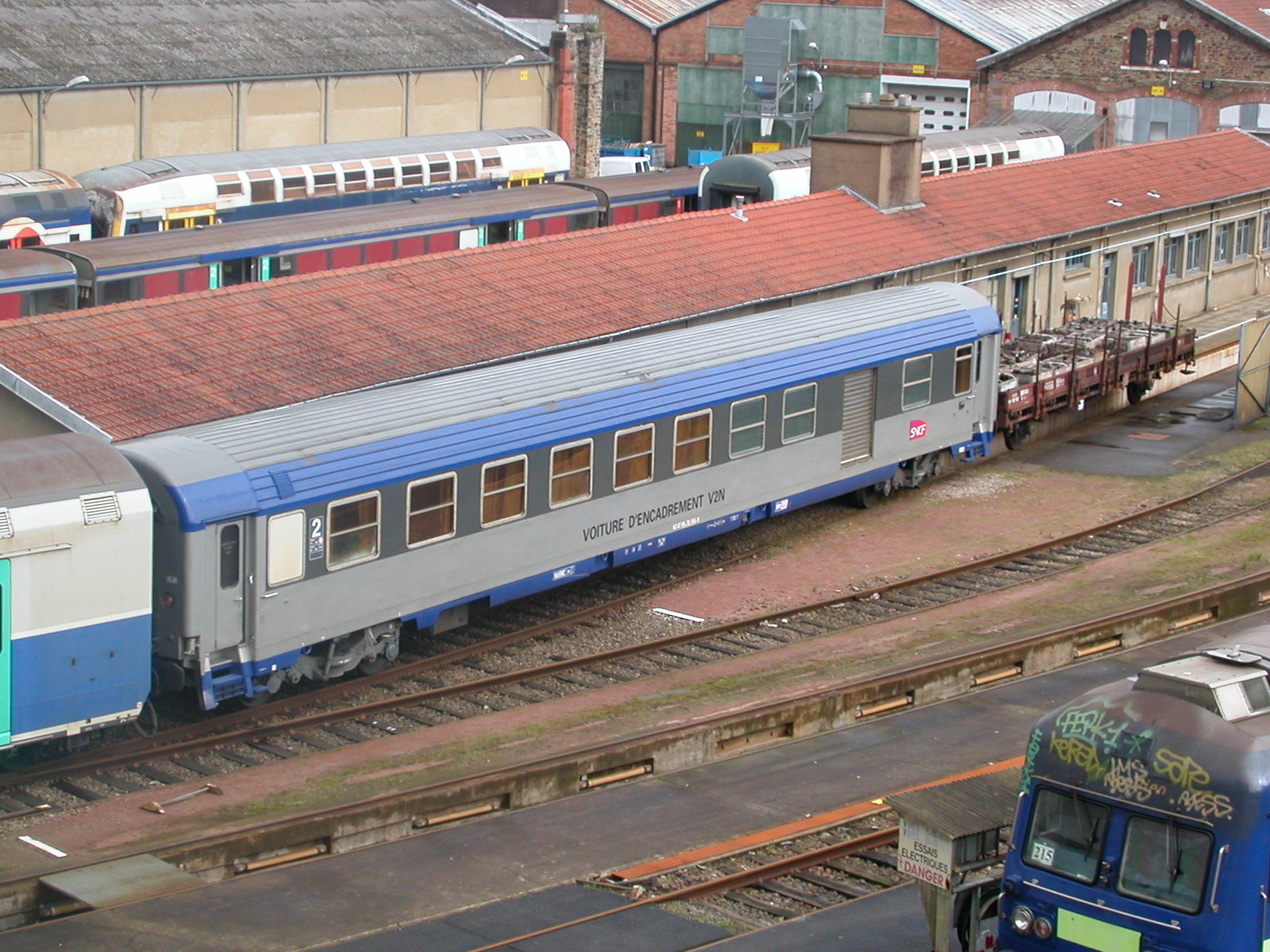
Corail poggyászkocsi
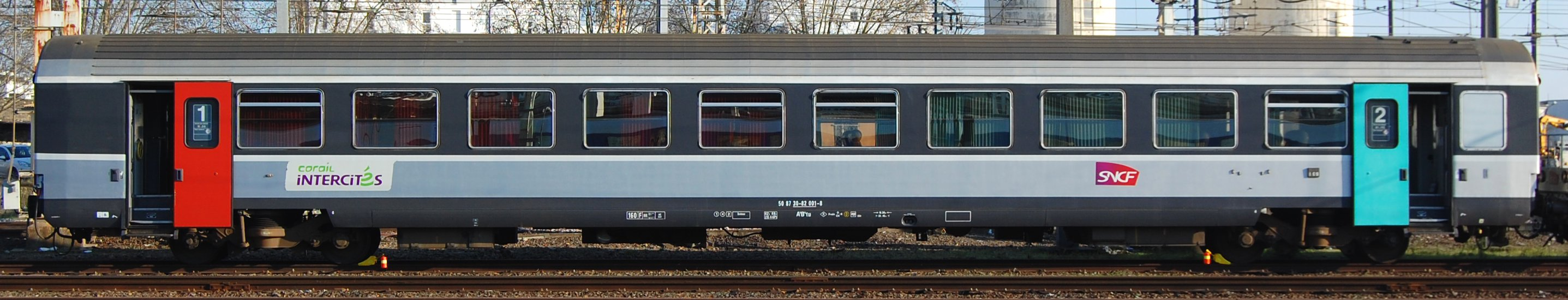
Első- másodosztályú kocsi
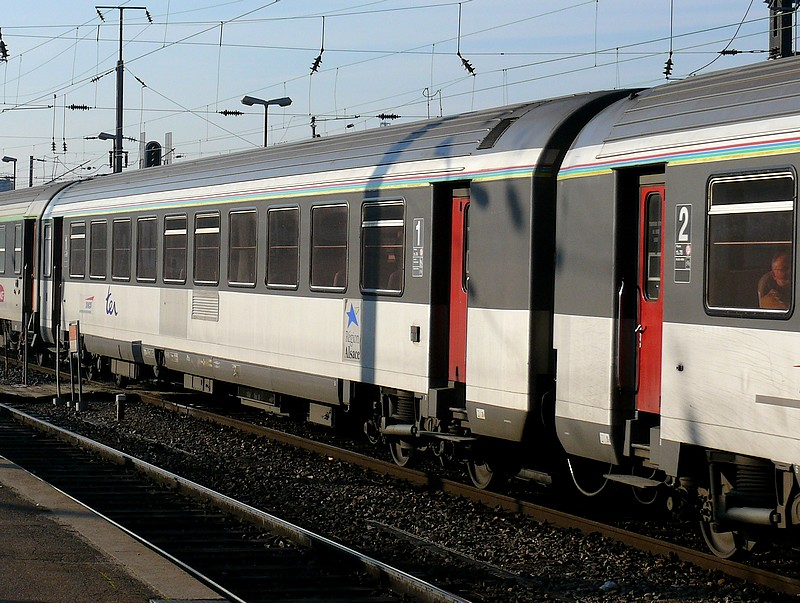
Első osztályú kocsik piros ajtókkal
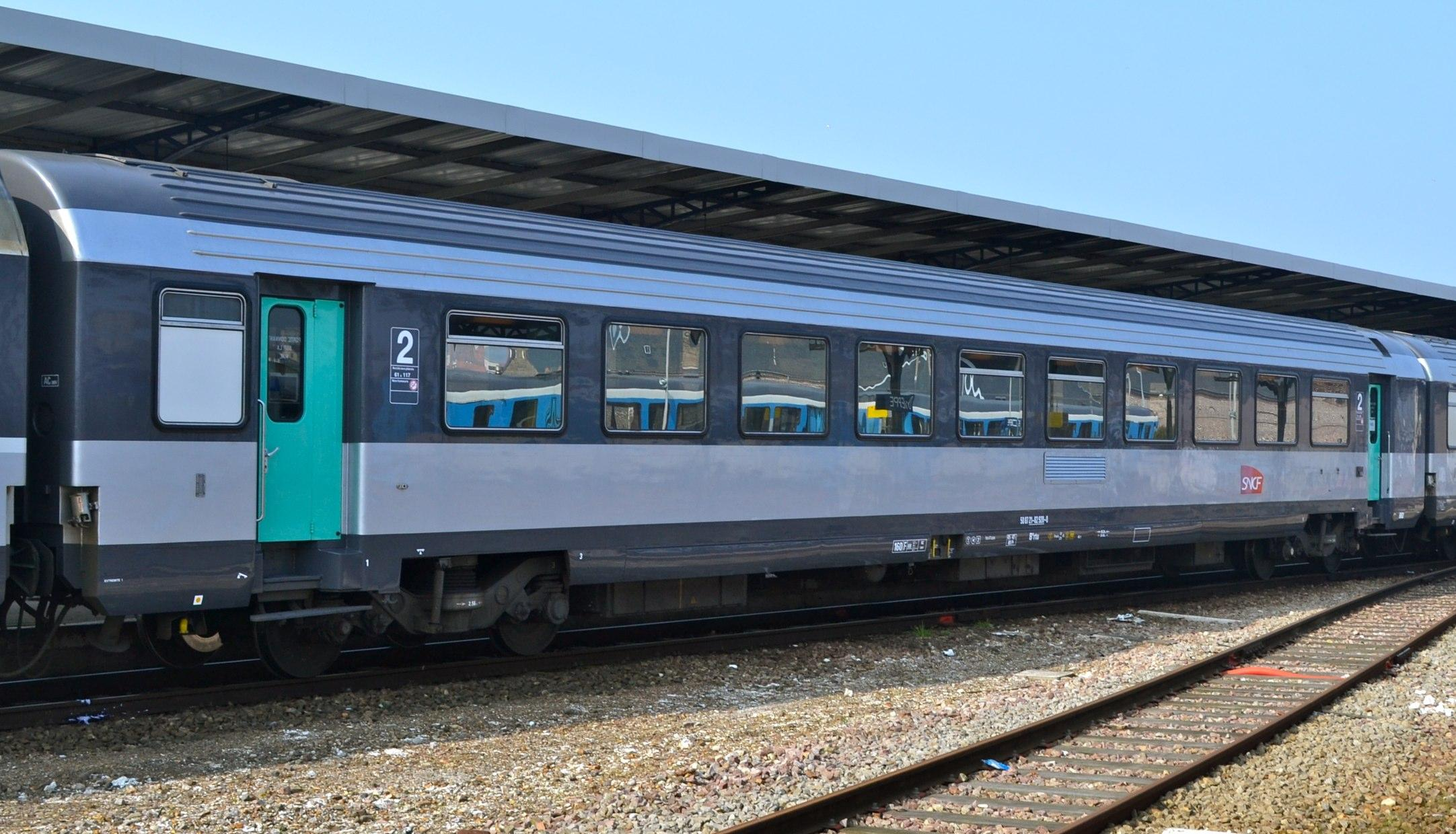
Zöld ajtós másodosztályú kocsi
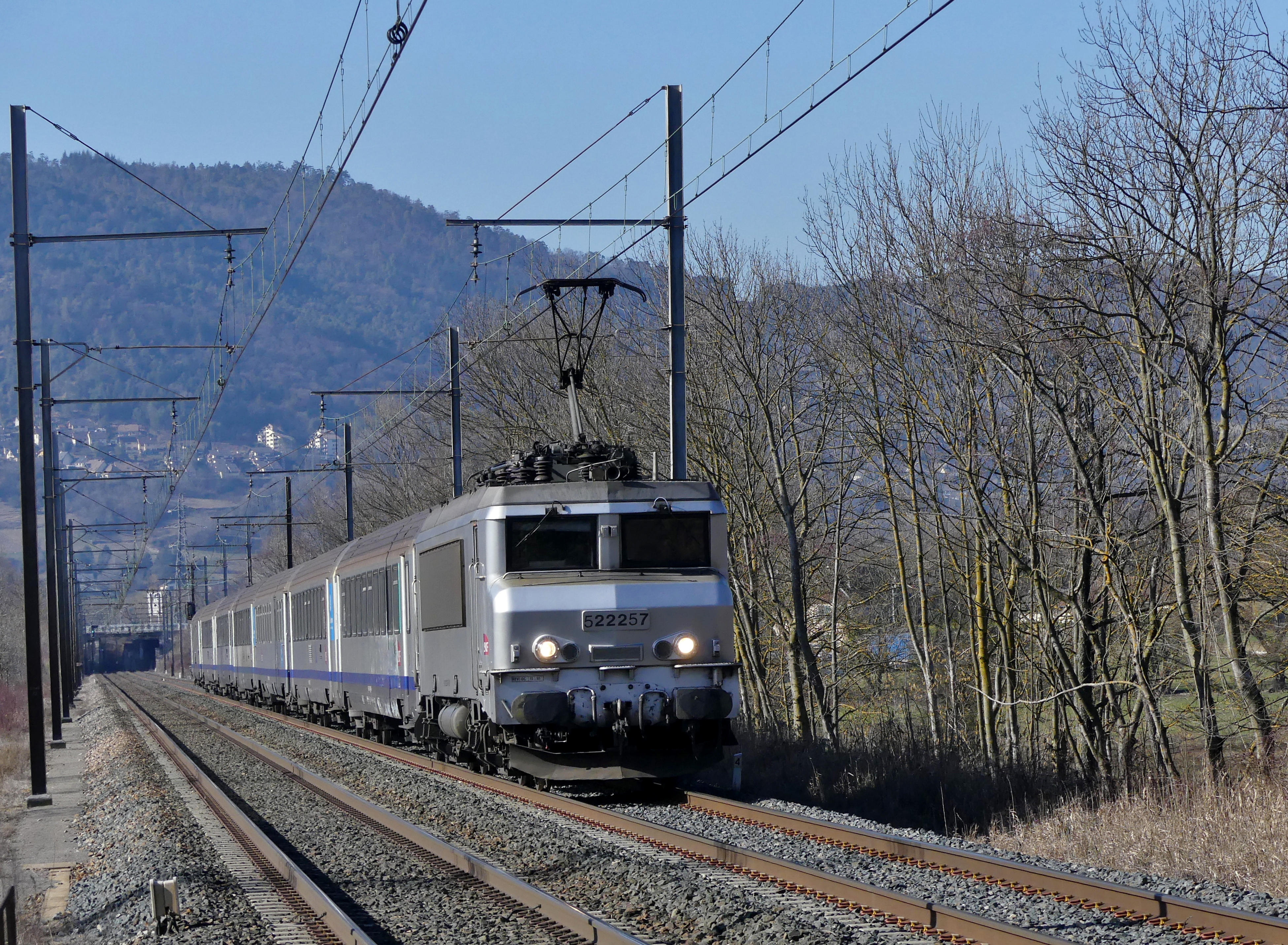
A TER Genf-Grenoble járat Corail kocsikkal